# Cüneyt Aksoy
Cüneyt Aksoy (* 9. August 1977) ist ein ehemaliger deutsch-türkischer Basketballspieler.

## Werdegang
Aksoy wurde 1997 vom Nachwuchs in die Bundesliga-Mannschaft der SG Braunschweig hochgezogen. Unter Trainer Bill Magarity bestritt der 1,75 Meter große Aufbauspieler während der Saison 1997/98 zwei Spiele in der Basketball-Bundesliga. In der Folgesaison gehörte er nicht mehr zum Braunschweiger Bundesliga-Aufgebot. Aksoy spielte bis 2000 für den Zweitligisten BG 73 Wolfenbüttel. Er ging nach Braunschweig zurück, in der Saison 2002/03 war er Mitglied der SG-Mannschaft in der 2. Bundesliga. Anschließend wechselte Aksoy nach Wilhelmshaven.